# Атлантический гидролаг
Атлантический гидролаг, или североатлантический гидродаг (лат. Hydrolagus affinis), — вид хрящевых рыб семейства химеровых (Chimaeridae).
Распространён почти повсеместно в Северной Атлантике на глубинах от 300 до 2410 м, наиболее обычен глубже 1000 м. Максимальная длина тела 147 см. У него короткое рыло с тупым кончиком. Рот нижний, маленький, с толстыми губами. Его тело постепенно сужается кзади и заканчивается тонким хвостом. Считается видом вне опасности.
Экземпляр Hydrolagus affinis недавно пойманный у побережья Гренландии, был исследован на предмет зараженности паразитами. Были зарегистрированы девять паразитических видов: Trichodina, Chimaericolidea, Calicotyle, Multicalyx, Chimaerohemecus, Gonocerca phycidis, Gyrocotyle abyssicola, Gyrocotyle major и Lernaeopodina longibrachia. Они были обнаружены в мочевыделительной системе, жабрах, клоаке, мочевом пузыре и желчных протоках, сердце, желудке и пищеводе, кишечнике и глазах.